# Seznam šlechtických rodů uvedených v Sametové knize
Toto je seznam šlechtických rodů, uvedených v Sametové knize

## A
- Adaševové (XXXXIV, 289)
- Aksakovové (viz Oksakovové)
- Alabyševové, knížata
- Aljonkinové, knížata (XI, 61)
- Alabyševové (XI, 60)
- Aminovové
- Andomští, knížata (XXXI, 245)
- Astafjevové (viz Ostafjevové)

## B
- Bajovové - Novgorodská knížata (XIII,53)
- Baraševové-Zvěnigorodští, knížata (XII, 105)
- Barbašinové, knížata (VIII, 36)
- Basmanovové-Pleščejevové (XVI, 155)
- Bachtějarovové-Rostovští, knížata (IX, 43)
- Bachtinové, panský rod
- Bezzubcevové
- Beljovští, knížata (XII, 96)
- Beleutovové (XXVIII, 231)
- Bělkinové (XXXX, 279)
- Bělozerští (XXXI, 243)
- Běloselští-Bělozerští (XXXI, 244)
- Bělyje-Obolenští, knížata
- Belští (Rurikovci) a Belští (Gediminovci), knížata (IV, 22; XI, 78)
- Berezinové, panský rod (XXXVI, 270)
- Berezujští, knížata (XXXIV, 261)
- Birdjukinové-Zajcovové (XXVII, 226)
- Boborykinové (Babarykinové) (XXVI, 222)
- Bobriščevové-Puškinové (XVII, 166)
- Bobrokovové (XXV, 210)
- Bokejevové, panský rod
- Borovští, knížata (II, 1)
- Borozdinové (XXIX, 232)
- Barjatinští (Borjatinští), knížata (XII, 112)
- Brityje-Rostovští, knížata (IX, 54)
- Bujnosovové-Rostovští, knížata (IX, 46)
- Bulgakovové, knížata (IV, 13)
- Buturlinové, hrabata a panský rod (XVII, 172)
- Byčkovové-Rostovští, knížata (IX, 54)

## Č
- Čebotovové (XVII, 169)
- Čeglokovové (XV, 147)
- Čeljadninové (XVII, 175)
- Čerňatinští (VII, 31)
- Čertoryžští (IV, 20)
- Čulkovové (XVII, 170)

## D
- Danilovové (XXX, 240)
- Daškovové, knížata (X, 58)
- Dějevové, knížata (XI, 80)
- Dmitrijevové, panský rod, Dmitrijevové-Мamonovové, svobodní páni a hrabata (XXX, 241)
- Dobrynští (XXVII, 225)
- Dolgorukovové (Dolgorucí), knížata (XII, 132)
- Dorogobužští, knížata (VII, 30)
- Dudinové (XX, 185)
- Dulovové, knížata (XI, 95)

## F
- Filimonovové (XV, 146)
- Fominští knížata (XXXIV, 261)
- Fominové (XX, 189)

## G
- Gagarinové, knížata (XXIII, 200)
- Gaginové (XI, 65)
- Galičtí, knížata (II, 2; XXXVI, 269)
- Gvozděvové-Rostovští, knížata (IX, 42)
- Glazatí-Šujští, knížata (VIII, 35)
- Glebovové, Glebovové-Strešněvové, Šachovští-Glebovové-Strešněvové (XXXII, 252)
- Glinští (XIII, 135)
- Glontiové, panský rod
- Godunovci (Godunovové), carové a panský rod (XIV, 136, 139)
- Goleninové-Rostovští (IX, 39)
- Goleniščevové-Kutuzovové, nejjasnější knížata, hrabata a panský rod (XVIII, 179)
- Goliběsovští, knížata (XXIII, 199)
- Golicynové, knížata (IV, 14)
- Golovinové, hrabata a panský rod (XXXXI, 285)
- Golubye-Rostovští, knížata (IX, 53)
- Golyginové, knížata (XI, 93)
- Gorbatí-Šujští, knížata (VIII, 37)
- Gorenští-Obolenští, knížata (XII, 125)
- Gorodečtí, knížata
- Gorčakovové, knížata (XII, 102)
- Gubastí, panský rod
- Gundorovové, knížata (XXIII, 206)

## Ch
- Chvorostininové (XI, 87)
- Chvostovové (XXXX, 277-278)
- Chilkovové (XXIII, 204)
- Chlyzněvové-Kolyčevové (XXVI, 218)
- Chobarovové (XXVII, 230)
- Chovanští (IV, 12)
- Chovrinové (XXXXI, 284)
- Cholmští (VII, 27)
- Chotětovští (XII, 101)
- Chocholkovové (IX, 44-45)

## I
- Ivinové (XXXVI, 272)
- Ignaťjevové, hrabata a panský rod (XVI, 151)
- Ilinové, panský rod
- Ižeslavští (IV, 18)
- Isleňjevové (XIX, 183)

## J
- Janovové (IX, 47)
- Jaroslavovové (XII, 119)
- Jelečtí (XXXVII, 274)
- Jelizarovové (XXVII, 227)
- Jeropkinové (XXXV, 268)
- Juchotští (XI, 68)
- Juščetovové (XII, 53)

## K
- Kamenští (XVII, 177)
- Karačevští (XII, 99)
- Kargolomští, knížata (XXXI, 250)
- Karpovové-Dolmatovové (XXXIV, 263)
- Kasatkinové-Rostovští, knížata (IX, 51)
- Katyrevové-Rostovští, knížata (IX, 45)
- Kašinští, knížata
- Kašincovové (XXIX, 235)
- Kašinové-Obolenští, knížata (XII, 131)
- Kvašninové, Kvašninové-Samarinové (XX, 184, 189)
- Kemští (XXXI, 248)
- Kijevští, knížata
- Kirdjapinové (VIII, 32)
- Kislovští, panský rod
- Klubkovové-Мasalští, knížata
- Kobylinové (XXVI, 212)
- Kovrovové, knížata
- Kozеlští, knížata
- Kozlovští (XXXIV, 264)
- Kokorevové (XXVI, 215)
- Kokoškinové
- Koledinští (XXIX, 233)
- Kologrivovové (XVII, 164)
- Koltovští (XXXII, 253)
- Kolcovové-Мasalští, knížata
- Kolyčevové (XXVI, 217)
- Koninští (XII, 114)
- Konovnicynové (XXVI, 214)
- Kopylští, knížata
- Korečtí, knížata (IV, 17)
- Korkodinovové, knížata (X, 57)
- Košelevové (XVII,168)
- Koškinové (XXVI, 223)
- Krivoborští, knížata (XXIII, 195)
- Kropotkinové, knížata (X, 59)
- Kubenští, knížata (XI, 69)
- Kurakinové, knížata (IV, 15)
- Kurbští, knížata (XI, 66)
- Kuricynové (XVII, 176)
- Kurljaťjevové-Obolenští, knížata (XII, 116)
- Kurčevové (XVII, 161)
- Kutuzovové (XVIII, 178)

## L
- Lapťjevové (XXXII, 256)
- Laskorevové (XXXXII, 287)
- Lastkinové (IX, 50)
- Lačinovové (II, 336)
- Lebeděvové (XXXX, 281)
- Lobanovové-Rostovští (IX, 52)
- Lodyginové (XXVI, 213-214)
- Lopuchinové (XXXII, 257)
- Lošakovové-Kolyčevové (XXVI, 219)
- Lugovští (XI, 83)
- Lupandinové (XXXII 258)
- Lykovové (XII, 130)
- Lvovové (XI, 84)
- Ljalovští (XXIII, 196)
- Ljapunovové (XXXVI, 273)
- Laletinové (XXXII, 224
- Levičtí

## М
- Мamonovové (XXX, 238-239)
- Мezečtí (XII, 111, 113)
- Мeškovové-Pleščejevové (XVI, 158)
- Мeščerští (XXXVIII, 275)
- Мikulinští (VII, 28)
- Мožajští (II, 3)
- Мoložští (XI, 89)
- Мorozovové (XV, 142)
- Мortkinové (XI, 77)
- Мosalští (XII, 100)
- Мoskotinjevové (XVI, 153)
- Мstislavští (IV, 18, 23)
- Мuromští (VI, 25)
- Мusinové-Puškinové (XVII, 163)
- Мjatlevové (XVII, 174)

## N
- Nagije (XII, 120)
- Něbogatí (XXIII, 201)
- Něvěžinové (XX, 186)
- Němjatí-Kolyčevové (XXVI, 220)
- Něpljuevové (XXVI, 221)
- Něučkinové (XXIII, 198)
- Novosilcovové (XXXIX, 276)
- Nogtěvové (VIII, 38; XII, 117)
- Nozdrevatí (XII, 109)

## O
- Obědovové (XXXII, 259)
- Obolenští (XII, 115)
- Obrazcovové (XXVI, 216)
- Ovcynové (II; 319)
- Ovčininové (XII, 121)
- Odojevští (XII, 98)
- Oksakovové (XIX, 181)
- Osininové (XXXVI, 271)
- Osipovští (XXIII, 197)
- Ostafjevové (XXXII, 254)
- Otjajevové (XXXX, 280)
- Ochljabininové (XI, 86)
- Ochotinové-Pleščejevové (XVI, 156)
- Očinové-Pleščejevové (XVI, 157)

## P
- Palečtí (XXIII, 208)
- Peninští (XII, 124)
- Peňkovové (XI, 67)
- Peškovové (XIV, 138)
- Pilemovové (XIV, 137)
- Pinští (IV, 21)
- Pleščejevové (XVI, 150, 152, 158)
- Povodovové (XVII, 165)
- Požarští (XXIII, 194)
- Polevové (XXXV, 267)
- Poločtí (IV, 10, 24)
- Prijimkovové (IX, 41)
- Prozorovští (XI, 90)
- Pronští (VI, 26)
- Pužbolští (IX, 49)
- Pustoroslevové (XXIX, 234)
- Puškinové (XVII, 160)
- Pyžovové (XXXX, 282)
- Pjatí (XVI, 154)

## R
- Repninové (XII, 123)
- Rževští (XXXIV, 265)
- Rožnovové (XVII, 162)
- Rozladinové (XX, 188)
- Romodanovští (XXIII, 202)
- Rusalkinové (XV, 149)
- Rjuminové (XII, 104)
- Rjapolovští (XXIII, 203)

## S
- Saburovové (XIV, 136)
- Saltykovové (XV, 143)
- Samarinové (XX, 187)
- Sandyrevští (XI, 72)
- Sviblovové (XVII, 159)
- Serebrjaní (XII, 128)
- Simští (XXVII, 229)
- Sisejevové (XI, 63)
- Sitčtí (XI, 88)
- Skopinové (VIII, 33)
- Skrjabinové(XXXIV,262)
- Slizňovové (XVII, 173-174)
- Slučtí (IV, 21)
- Soncovové (XI, 74)
- Spasští (XII, 114)
- Spjačije (XII, 106)
- Starkovové (XXXIII, 260)
- Starodubští (XXIII, 193)
- Striginové (XII, 118)
- Sugorští (XXXI, 249)
- Sudčtí (XI, 91)

## Š
- Šaminové (XI, 92)
- Šastunovové (XI, 64)
- Šaferikovové-Puškinové (XVII, 167)
- Šafrovové (XXXX, 283)
- Ščeňaťjevové (IV, 16)
- Ščepinové-Rostovští (IX, 40)
- Ščepinové-Obolenští (XII, 129)
- Ščerbatovové (Ščerbatyje) (XII, 133)
- Ščetininové (XI, 70)
- Šachovští (XI, 76)
- Šejnové (XV, 145)
- Šelešpanští (XXXI, 247)
- Šeremeťjevové (XXVI, 224)
- Šestovové (XV, 148)
- Šechonští (XI, 79)
- Šistovové (XII, 107)
- Šiškovové (XXIX, 237)
- Šujští (VIII, 34)
- Šumorovští (XI, 92)

## T
- Taťjevové (XXIII, 205)
- Tatiščevové (XXII, 192)
- Telepni (XII, 121)
- Teljatevští (VII, 29)
- Těrjajevové (XXXII, 255)
- Tovarkovové (XVII, 168)
- Tokmakovové (XII, 109; XIV, 141)
- Tolbuzinové (XXXIV, 266)
- Toruští (XII, 110)
- Travinové (XXXIV, 262)
- Trachaniotovové (XXXXIII, 288)
- Treťjakovové (XXXXI, 286)
- Trojekurovové (XI, 62)
- Trostěnští (XII, 134)
- Trubečtí (IV, 19)
- Tulupovové (XXIII, 207)
- Tureninové (XII, 122)
- Tučkovové (XV, 144)
- Tušinové (XX, 190)

## Ť
- Ťomkinové (IX, 48)
- Ťomnosinije (XI, 71)
- Ťufjakinové (XII, 126)

## U
- Ugličtí (II, 5)
- Uchorští (XI, 85)
- Uchtomští (XXXI, 251)
- Ušatyje (XI, 94)

## V
- Vadbolští, knížata (XXXI, 246)
- Vekenťjevové (XXVII, 228)
- Vekoškinové, knížata (XI, 82)
- Velikije, Gaginové (Velikogaginové), knížata
- Veljaminovové, Veljaminovové-Zernovové, Veljaminovové-Tokmakovové (XIV, 140; XIX, 180, 182—183)
- Verejští, knížata (II, 4)
- Vnukovové, panský rod (XXX, 242)
- Voločtí, knížata (II, 6)
- Volynští, panský rod
- Voroncovové, nejjasnější knížata, hrabata, panský rod (XIX, 180)
- Voroncovové-Veljaminovové
- Voronyje-Volynští, panský rod (XXV, 211)
- Vorotynští, knížata (XII, 97)
- Vsevoloži i Zaboločtí (XXI, 191)[1]
- Vsevoložští, panský rod (č. II 299, 411)
- Vjazemští, knížata (X, 55)
- Velčevští (XX, 55)

## Z
- Zaboločtí, panský rod
- Zamjatninové, panský rod
- Zaozerští, knížata   (XI, 69)
- Zasekinové, knížata (XI, 73)
- Zvěnigorodští, knížata (XII, 103, 106)
- Zvěncovové-Zvěnigorodští, knížata (XII, 108)
- Zernovové
- Zlobinové, panský rod
- Zolotí-Obolenští, knížata (XII, 127)
- Zubatyje, knížata (XI, 81)

## Ž
- Žerebcovové (XVI, 152)
- Žižemští (X, 56)
- Žirovové-Zasekinové (XI, 75)
- Žitovové (XXIX, 236)
- Žostovové (XV, 149)
- Žulebinové (XVII, 171)